# Ostatnia zima (film 2006)
Ostatnia zima (tytuł oryg. The Last Winter) – amerykańsko-islandzki film fabularny z 2006 roku, napisany przez Larry’ego Fessendena i Robert Leavera oraz wyreżyserowany przez Fessendena. Opowiada historię naukowców przygotowujących budowę platformy wiertniczej na Alasce, którzy doświadczają serii przerażających zdarzeń. W rolach głównych wystąpili w filmie Ron Perlman, Connie Britton, James LeGros i Zach Gilford. Światowa premiera Ostatniej zimy odbyła się 11 września 2006 podczas Międzynarodowego Festiwalu Filmowego w Toronto. Rok później, 19 września, projekt trafił do dystrybucji kinowej na terenie Stanów Zjednoczonych, a w lutym 2008 ukazał się na rynku DVD w Polsce. Obraz zebrał pozytywne recenzje krytyków.

## Obsada
- Ron Perlman – Ed Pollack
- Connie Britton – Abby Sellers
- James LeGros – James Hoffman
- Zach Gilford – Maxwell McKinder
- Kevin Corrigan – Motor
- Jamie Harrold – Elliot Jenkins
- Pato Hoffmann – Lee Means
- Joanne Shenandoah – Dawn Russell
- Larry Fessende – Charles Foster
- Oscar Miller – Simon Marshowitz

## Wydanie filmu
Światowa premiera filmu miała miejsce 11 września 2006 roku w trakcie 31. Międzynarodowego Festiwalu Filmowego w Toronto. Projekt wyświetlono wówczas w sekcji Contemporary World Cinema. 28 stycznia 2007 horror zaprezentowano widzom zgromadzonym podczas Międzynarodowego Festiwalu Filmowego w Rotterdamie, a 1 czerwca – uczestnikom festiwalu w Seattle. W Niemczech film wyemitowano w trakcie Fantasy Filmfest 25 lipca 2007. Cztery dni później Ostatnia zima była jedną z produkcji prezentowanych na festiwalu w Melbourne. Po emisji na festiwalu w Woodstock w stanie Nowy Jork Larry Fessenden podpisał kontrakt na dystrybucję filmu przez IFC Films. 6 sierpnia film wydano na dyskach DVD w Wielkiej Brytanii, a 19 września wydano w kinach amerykańskich, w ograniczonej dystrybucji. 1 października 2007 obraz emitowano na międzynarodowym festiwalu w Reykjavíku. Po emisjach festiwalowych w Hiszpanii i Finlandii Ostatnia zima opublikowana została na terenie Polski w lutym 2008 roku, na płytach DVD. Film ukazał się na łamach miesięcznika Kino Grozy, wydawanego przez Carisma Entertainment Group. Premiera DVD w Stanach Zjednoczonych przypadła na 22 lipca 2008. Horror wydano w kinach we Włoszech (wrzesień 2008) oraz w Meksyku (luty 2009). 26 marca 2009 miała miejsce premiera brazylijska, na festiwalu kina niezależnego w Buenos Aires.

## Odbiór
Film został pozytywnie oceniony przez krytyków. Agregujący recenzje filmowe serwis Rotten Tomatoes, w oparciu o pięćdziesiąt omówień, okazał obrazowi 76-procentowe wsparcie. Ocenę opatrzono uzasadnieniem: „Kreatywna i efektywna żonglerka horrorowywmi koncepcjami – strachem, uczuciami napięcia i antycypacji, efektami gore – szokuje, lecz nigdy nie obrzydza widzów”. Analogiczna witryna, Metacritic, wykazała, że sześćdziesiąt dziewięć procent opiniodawców uważa Ostatnią zimę za film udany. Dennis Harvey, współpracujący z czasopismem Variety, uznał film za „niedoskonały, lecz frapujący thriller”, w którym reżyser Fessenden ponownie wykazuje zainteresowanie dynamiką postaci, budowaniem klimatu oraz niekonwencjonalną narracją, gardząc jednocześnie kliszami gatunkowymi. W recenzji dla tygodnika Newsweek Polska stwierdzono, że „Fessenden potrafi znakomicie budować klimat osaczenia, niepewności i tajemnicy”, lecz jego film „wpada w pułapkę kina ideologicznego – wykluczającego wiele różnych interpretacji”.

## Nagrody i wyróżnienia
- 2007, Gotham Awards:
  - nominacja do nagrody Gotham Independent Film w kategorii najlepszy zespół aktorski (wyróżnieni: Connie Britton, Kevin Corrigan, Zach Gilford, James LeGros, Ron Perlman)[9]